# Dschingis Bowakow
Dschingis Bowakow (* 7. November 1961 in München) ist ein Schauspieler und Filmproduzent.
Bowakow ist der 17 Jahre jüngere Bruder von Natalia Bowakow, der Ehefrau des Filmregisseurs Hark Bohm, und lebte seit Ende der 1960er Jahre als Ziehsohn in deren Familie. Sein Filmdebüt hatte Bowakow in der Titelrolle des „Tschetan“ in Bohms 1972 gedrehtem erstem großen Spielfilm Tschetan, der Indianerjunge. In Nordsee ist Mordsee (1975/76), einem weiteren Film von Hark Bohm, spielte er eine der beiden Hauptrollen neben Uwe Enkelmann, ebenfalls einem Ziehsohn Hark Bohms. Als dritter Film unter der Regie von Hark Bohm folgte 1978 Moritz, lieber Moritz, in dem Bowakow die Rolle des „Dschingis“ übernahm. Ein Jahr später folgte der Film Im Herzen des Hurrican.
1979 spielte Bowakow in Volker Schlöndorffs Verfilmung des Romans Die Blechtrommel von Günter Grass die Nebenrolle eines sowjetischen Soldaten.
Seit den 1980er Jahren folgten Rollen in Filmen wie Der Sommer des Samurai, Der Madonna-Mann, Die chinesische Methode und Hölle Hamburg. Seither ist Bowakow auch verstärkt als Aufnahmeleiter, Produktionsleiter und Herstellungsleiter tätig, unter anderem bei den Filmen Yasemin und Für immer und immer.